# A Kárpátok hegységeinek listája

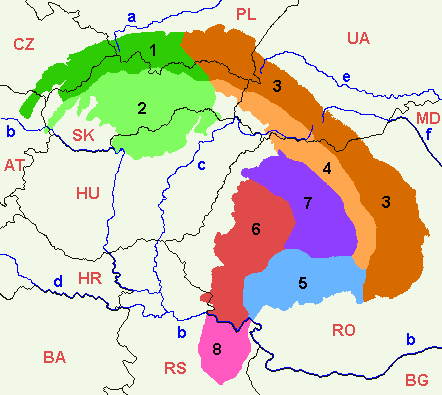
A Kárpátok felosztása:
1. Északnyugati-Kárpátok külső vonulata
2. Északnyugati-Kárpátok belső vonulatai
3. Északkeleti-Kárpátok és Keleti-Kárpátok külső vonulata, Kárpátkanyar
4. Északkeleti-Kárpátok és Keleti-Kárpátok belső vonulata
5. Déli-Kárpátok
6. Nyugati-Kárpátok vagy Erdélyi-középhegység
7. Erdélyi-medence és Szilágyság
8. Szerb-Kárpátok

A Kárpátok legfontosabb hegységeinek, hegyvidékeinek listája, nyugat-kelet, illetve észak-dél irányban, valamint külső és belső vonulatok szerint csoportosítva.

## Északnyugati-Kárpátok
A Keleti-Alpok északkeleti folytatásában a Hainburgi-rögtől a Tapoly völgyéig húzódik, a legszélesebb s egyben a legmagasabb Kárpát-szakasz - (Magas-Tátra: Gerlachfalvi-csúcs 2655 m). Geológiai szempontból a területén minden övezet igen szép kifejlődésű.

### Külső vonulat

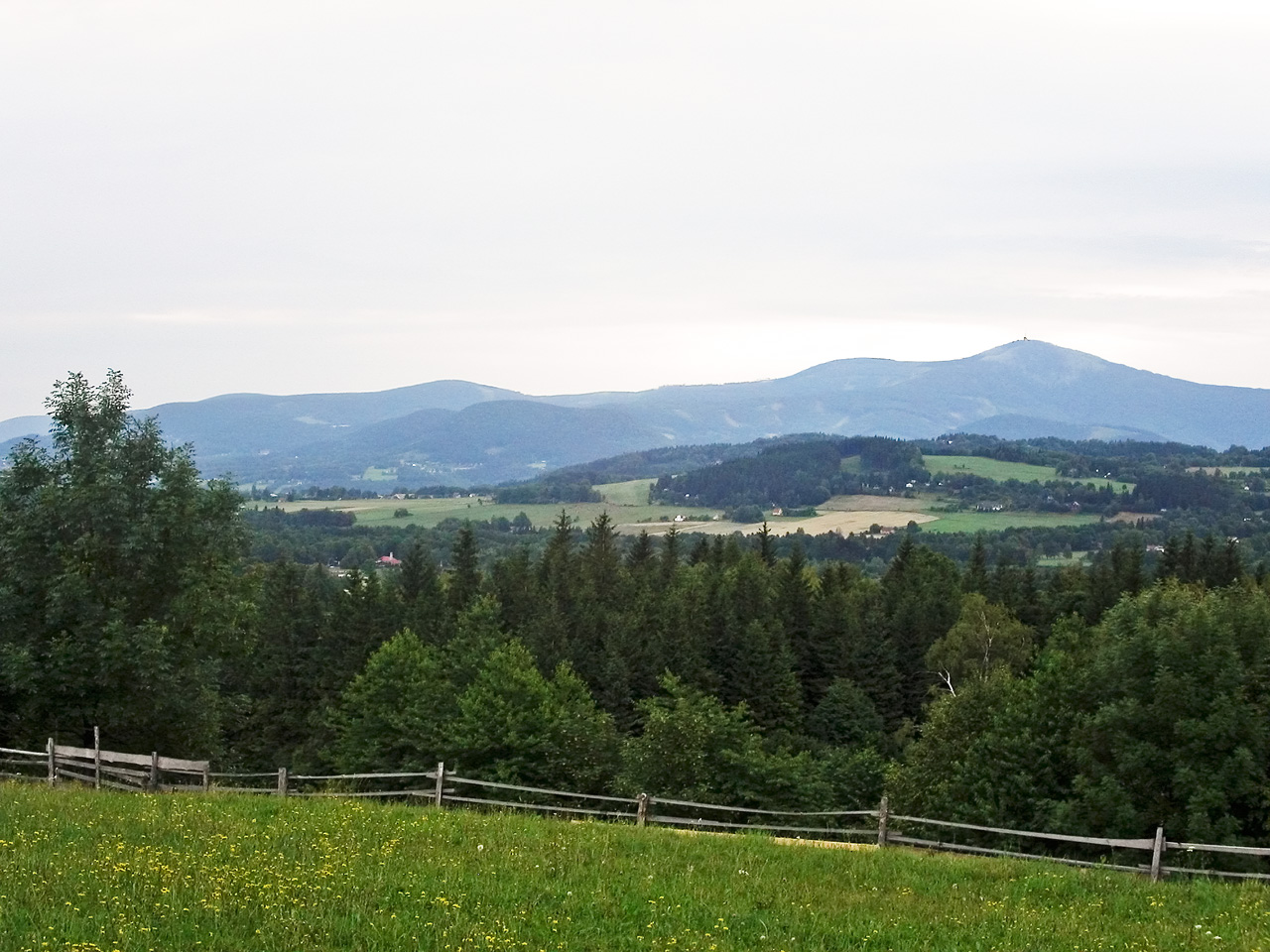
Morva-Sziléziai-Beszkidek

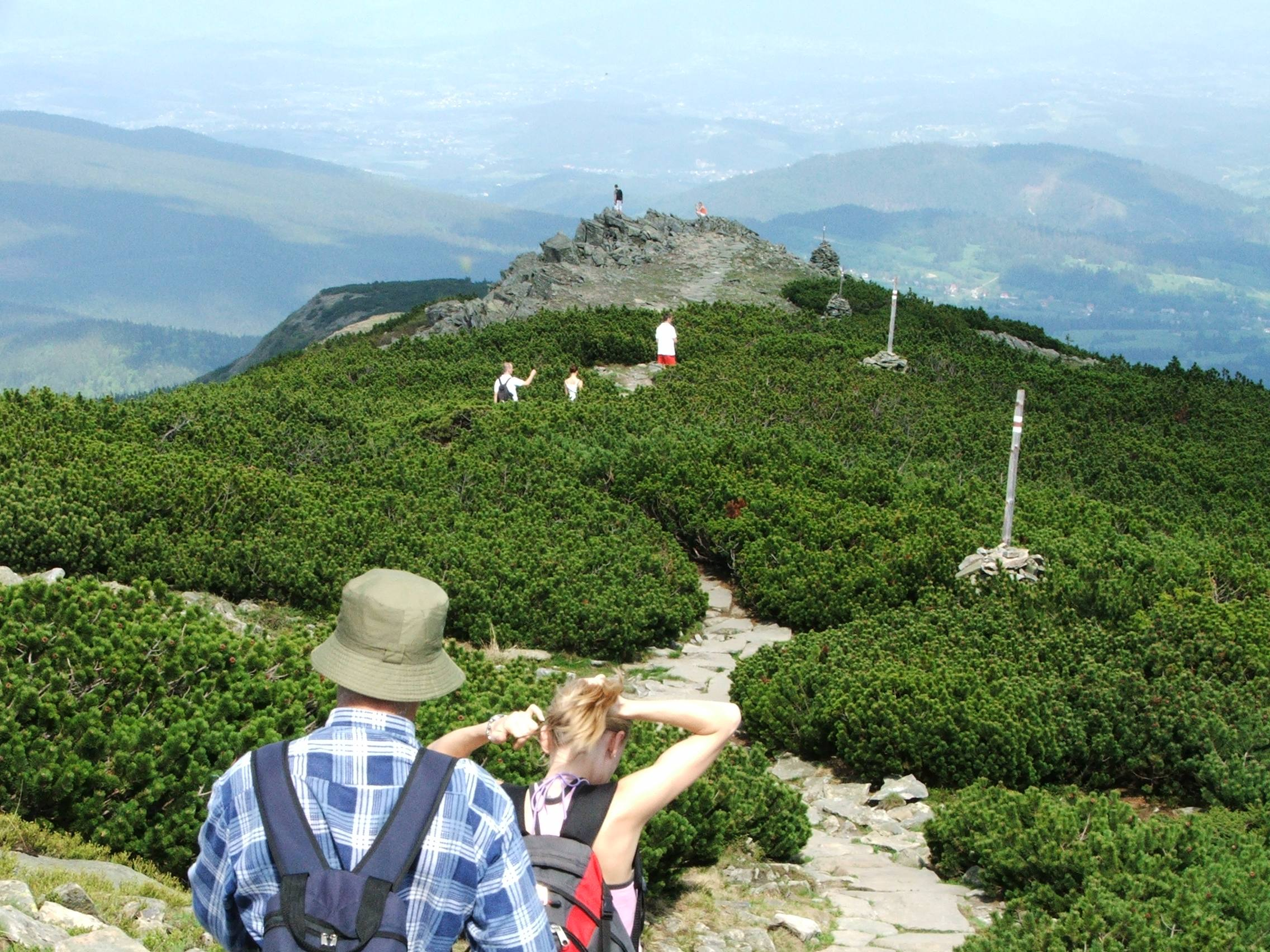
Útban a Babia Gora csúcsára (Magas-Beszkidek, Lengyelország)

- Délmorva-Kárpátok (csehül Jihomoravské Karpaty)
- Középmorva-Kárpátok (csehül Středomoravské Karpaty)
- Fehérkárpátok-régió (szlovákul Bielokarpatská podsústava) 
  - Fehér-Kárpátok (Biele Karpaty)
  - Jávornik-hegység (Javornik)
- Beszkidek (csehül és szlovákul: Beskydy, lengyelül: Beskidy)
  - Morva-Sziléziai-Beszkidek (csehül: Moravskoslezské Beskydy, szlovákul: Moravsko-sliezske Beskydy)
  - Magas-Beszkidek (szlovákul: Slovenské Beskydy, lengyelül: Beskid Żywiecki)
  - Kiszucai-hegyek (szlovákul: Kysucké vrchy)
  - Árvai-fennsík (Oravská vrchovina)
  - Árvai-Magura (Oravská Magura)
  - Lengyel Nyugati-Beszkidek (lengyelül: Beskidy Zachodnie)
  - Pieninek (lengyelül és szlovákul: Pieniny)
  - Lublói-fennsík (szlovákul: Ľubovnianska vrchovina)
  - Csergő-hegység (Čergov)
- i) Északi-Tátraalja (lengyelül: Obniżenie Orawsko-Podhalańskie, szlovákul: Podhôľno-magurská oblasť)
  - i1 Szkorusina (szlovákul: Skorušinské vrchy, lengyelül: Skoruszyńskie Wierchy)
  - i2 Tátraalji-barázda (szlovákul: Podtatranská brázda, lengyelül: Rów Podtatrzański)
  - i3 Szepesi-Magura (szlovákul: Spišská Magura, lengyelül: Pogórze Spiskie vagy Magura Spiska)
  - Szepes-Sárosi-hegyvidék (szlovákul: Spišsko šarišská vrchovina)
    - i4 Lőcsei-hegység vagy Lőcse-Lublói hegység (szlovákul: Levočské vrchy)
    - i5 Branyiszkó-hegység (szlovákul: Bachureň)
    - i6 Felső-Tarca-völgy (szlovákul: Spišsko-šarišské medzihorie)
    - i7 Szinyei-dombság (szlovákul: Šarišská vrchovina)

  - i8 Árvai-medence (szlovákul: Oravská kotlina, lengyelül: Kotlina Orawsko-Nowotarska)

### Belső vonulat

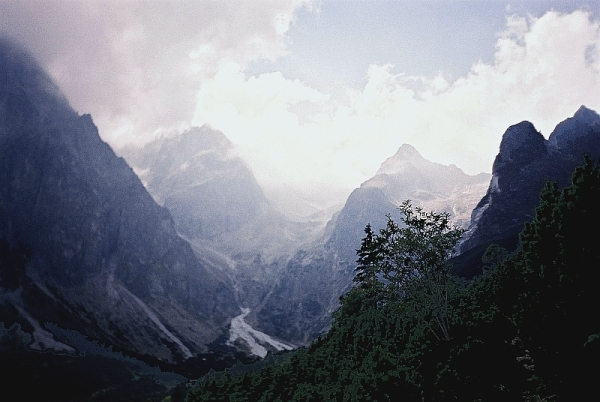
A Magas-Tátra a szlovák-lengyel határon

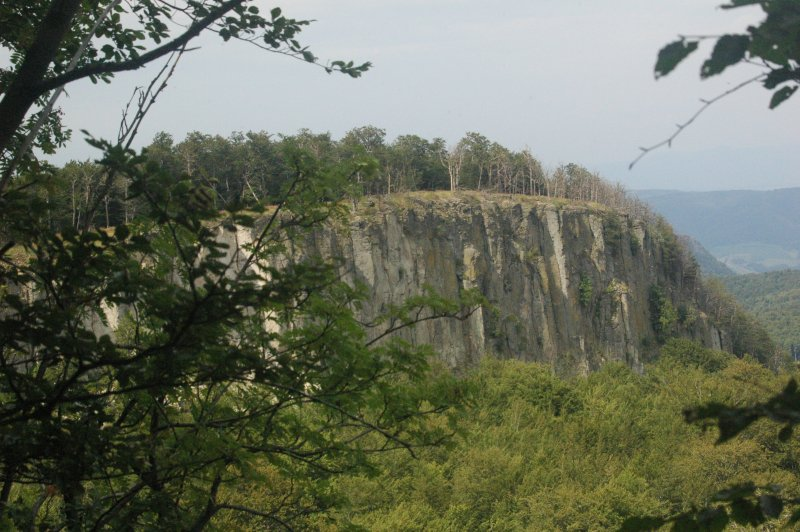
A Madaras sziklafala (Selmeci-körhegység)

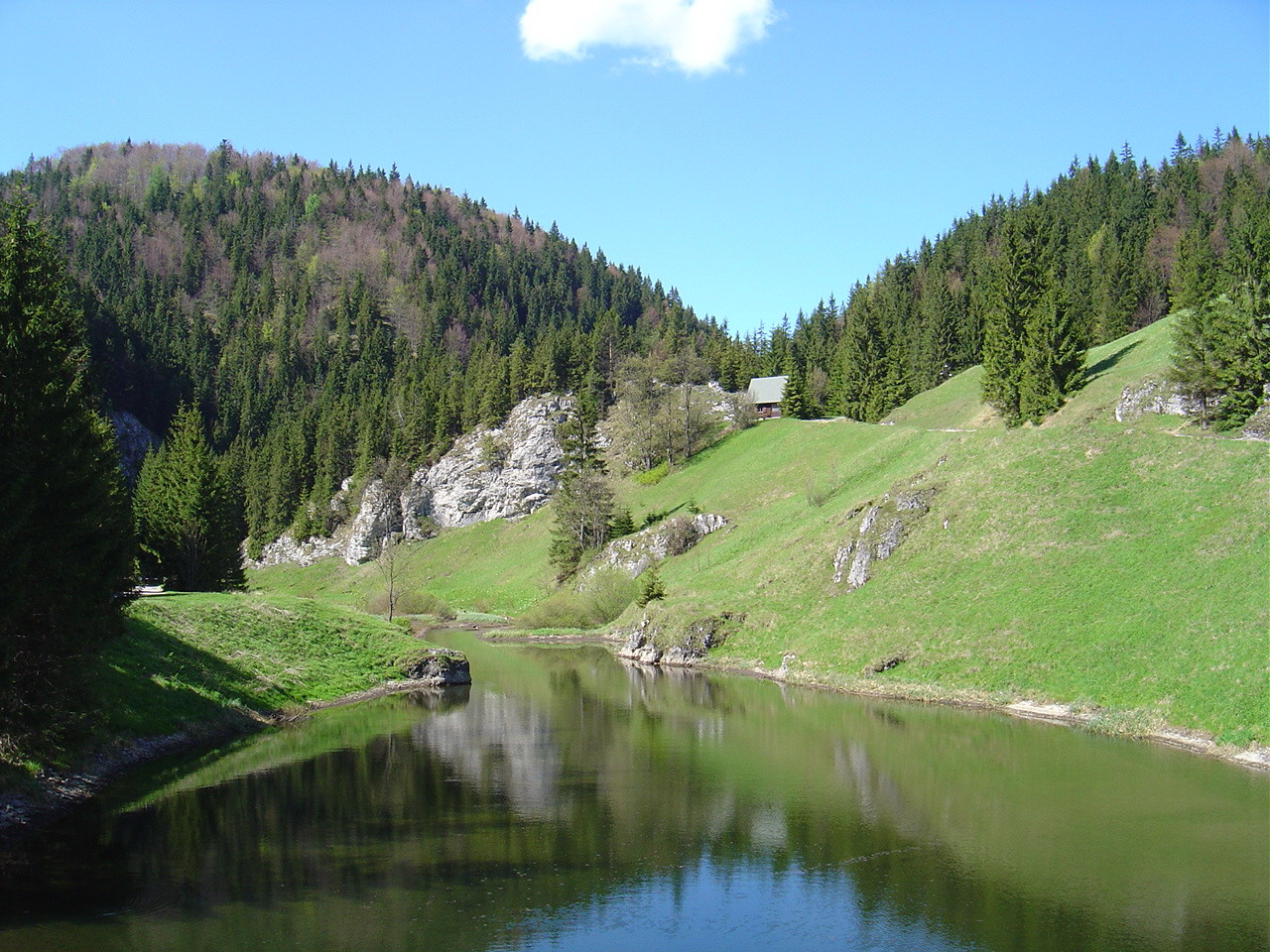
„Szlovák Paradicsom” (Sztracenai-hegység)

- Hainburgi-rög (németül: Hundsheimer Berge)
- Kis-Kárpátok (szlovákul: Malé Karpaty)
- Nyitra-Zsolnai-hegyvidék vagy Elő-Fátra (Nitriansko-žilinská hornatina)
- Tátra–Fátra-vidék vagy Központi-Kárpátok (Fatransko-tatranská oblasť)
  - Alacsony-Tátra (Nízke Tatry)
  - Magas-Tátra (Vysoké Tatry)
  - Liptói-havasok (Západné Tatry)
    - Rohácsok (Roháče)

  - Bélai-havasok (Belianske Tatry)
  - Kis-Fátra (Malá Fatra)
  - Nagy-Fátra (Veľká Fatra)
- Selmeci-körhegység (Slovenské stredohorie)
  - Madaras (Vtáčnik)
  - Tribecs (Tribeč)
  - Garammenti-Inóc vagy Újbányai-hegység (Pohronský Inovec)
  - Selmeci-hegység (Štiavnické vrchy)
  - Körmöci-hegység (Kremnické vrchy)
  - Polyána (Poľana)
  - Osztroski (Ostrôžky)
  - Jávoros (Javorie)
- Gömör–Szepesi-érchegység (Slovenské rudohorie, Spišsko-gemerské rudohorie)
  - Vepor (Veporské vrchy)
  - Szepes-Gömöri-karszt (Spišsko-gemerský kras)
    - Szlovák Paradicsom vagy Sztracenai-hegység (Slovenský Raj)
    - Murányi-fennsík (Muránska planina)

  - Sztolica-hegység (Stolické vrchy)
    - Ratkói-hegyek (Ratkovské vrchy)
    - Rőcei-hegység (Revúcka vrchovina)

  - Gömör–Tornai-karszt
    - Szlovák karszt (Slovenský kras)
    - Aggteleki-karszt vagy Észak-Borsodi-karszt

  - Rozsnyói-hegység (Volovské vrchy)
    - Dobsinai-hegyek (Dobšinské vrchy)
    - Iglói-hegyek (Havranie vrchy)
    - Hégény vagy Gálmusz-hegység (Hnilecké vrchy)
    - Kassai-hegyek (Košické vrchy)
- Északi-középhegység

- - Visegrádi-hegység
  - Börzsöny
  - Cserhát
  - Karancs-Medves-vidék
    - Karancs hegység
    - Medves-Ajnácskői-hegység

  - Mátra
  - Bükk-vidék
  - Cserehát
  - Eperjes–Tokaji-hegység
    - Zempléni-hegység

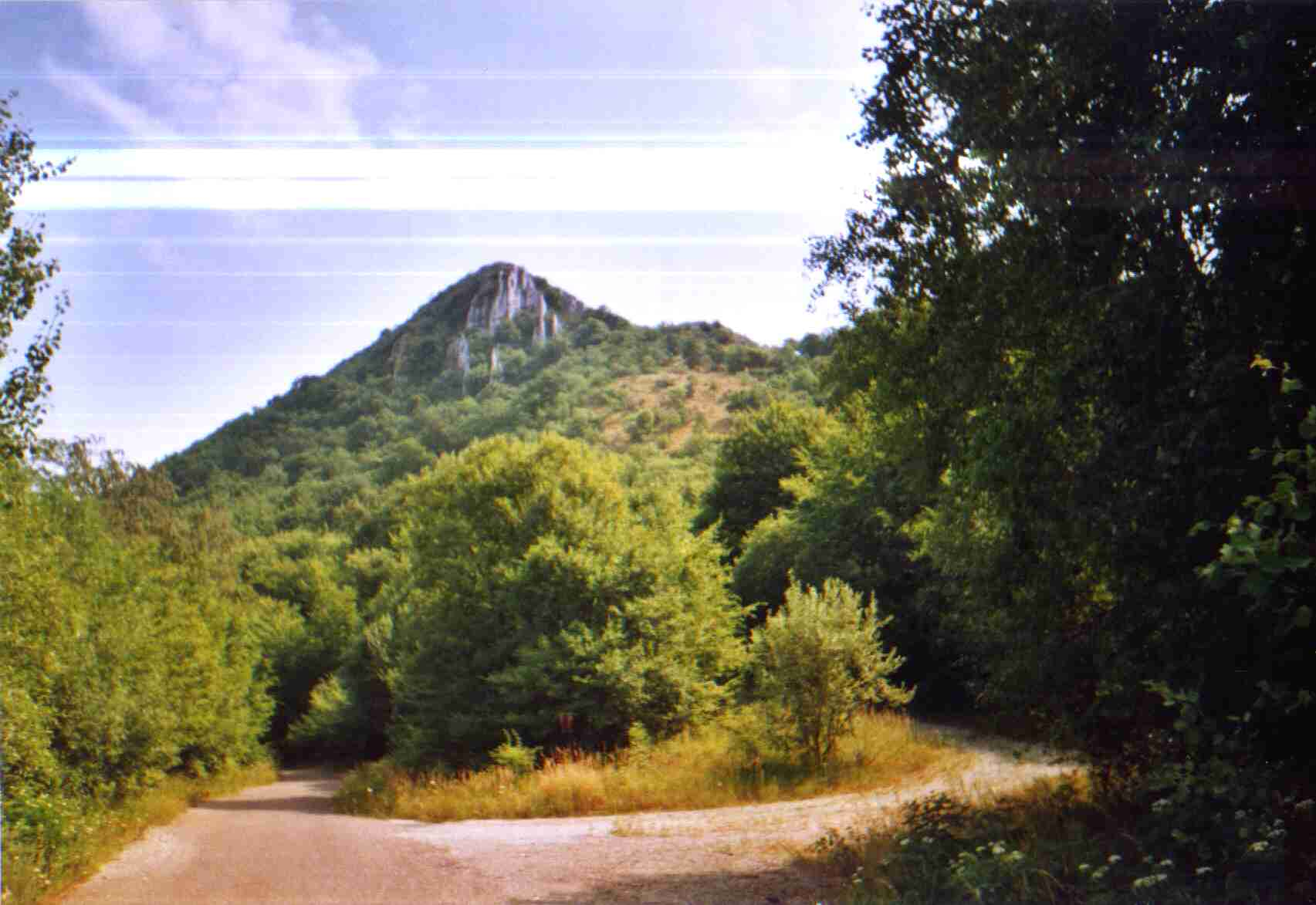
A Bükk-vidék Bélapátfalva közelében

    - Szalánci-hegység (Slanské vrchy)

  - Zempléni-szigethegység (Zemplínske vrchy)

## Keleti-Kárpátok

### Északkeleti-Kárpátok

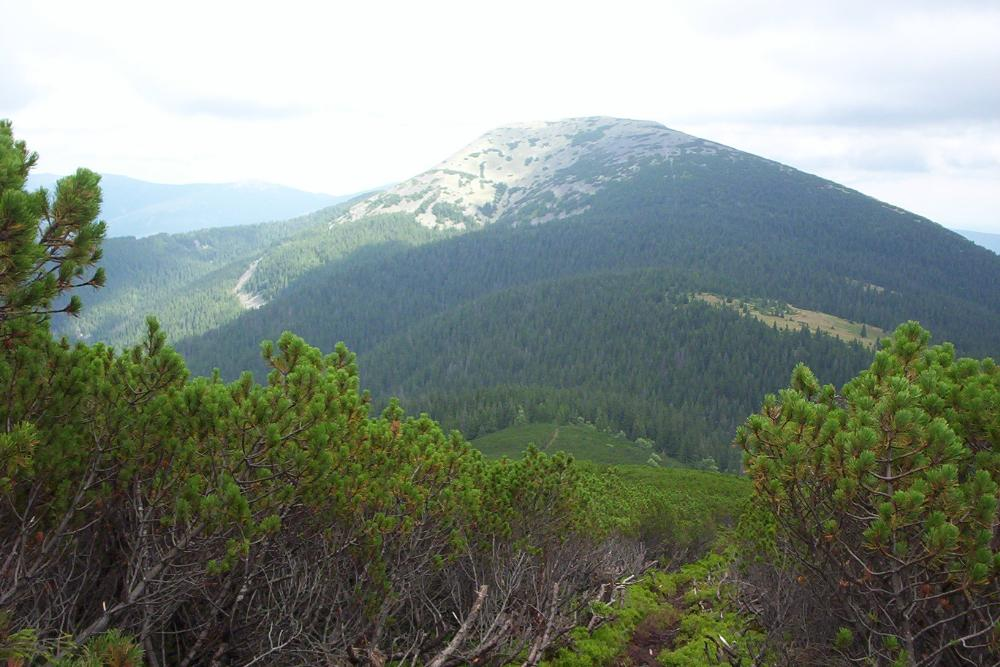
A Gorgánok egy csúcsa Ukrajnában

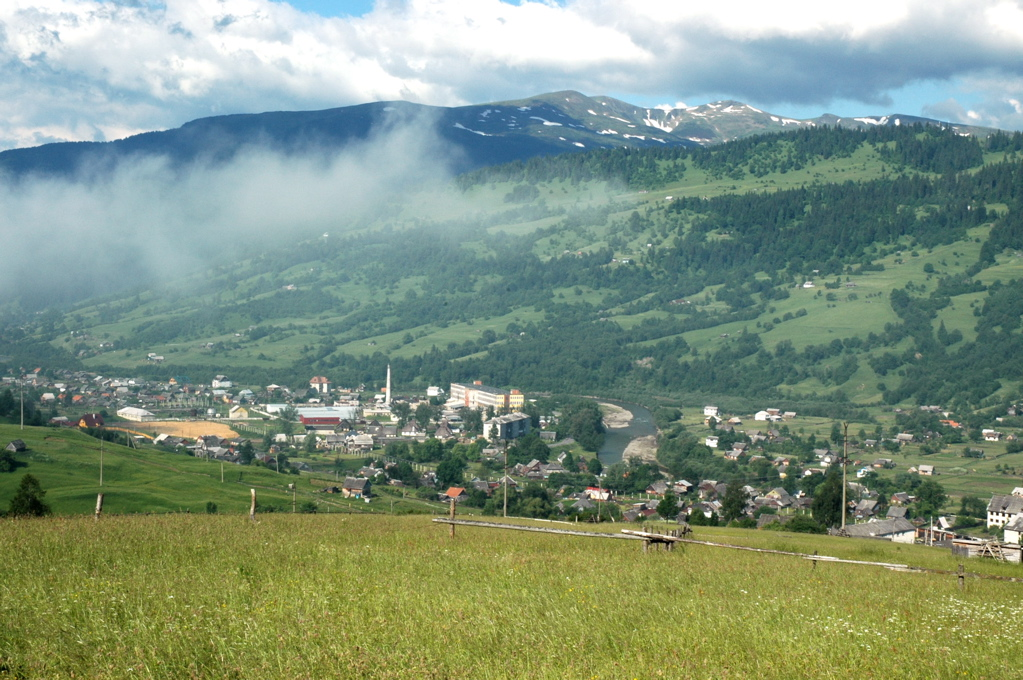
Kőrösmező látképe a Máramarosi-havasokkal

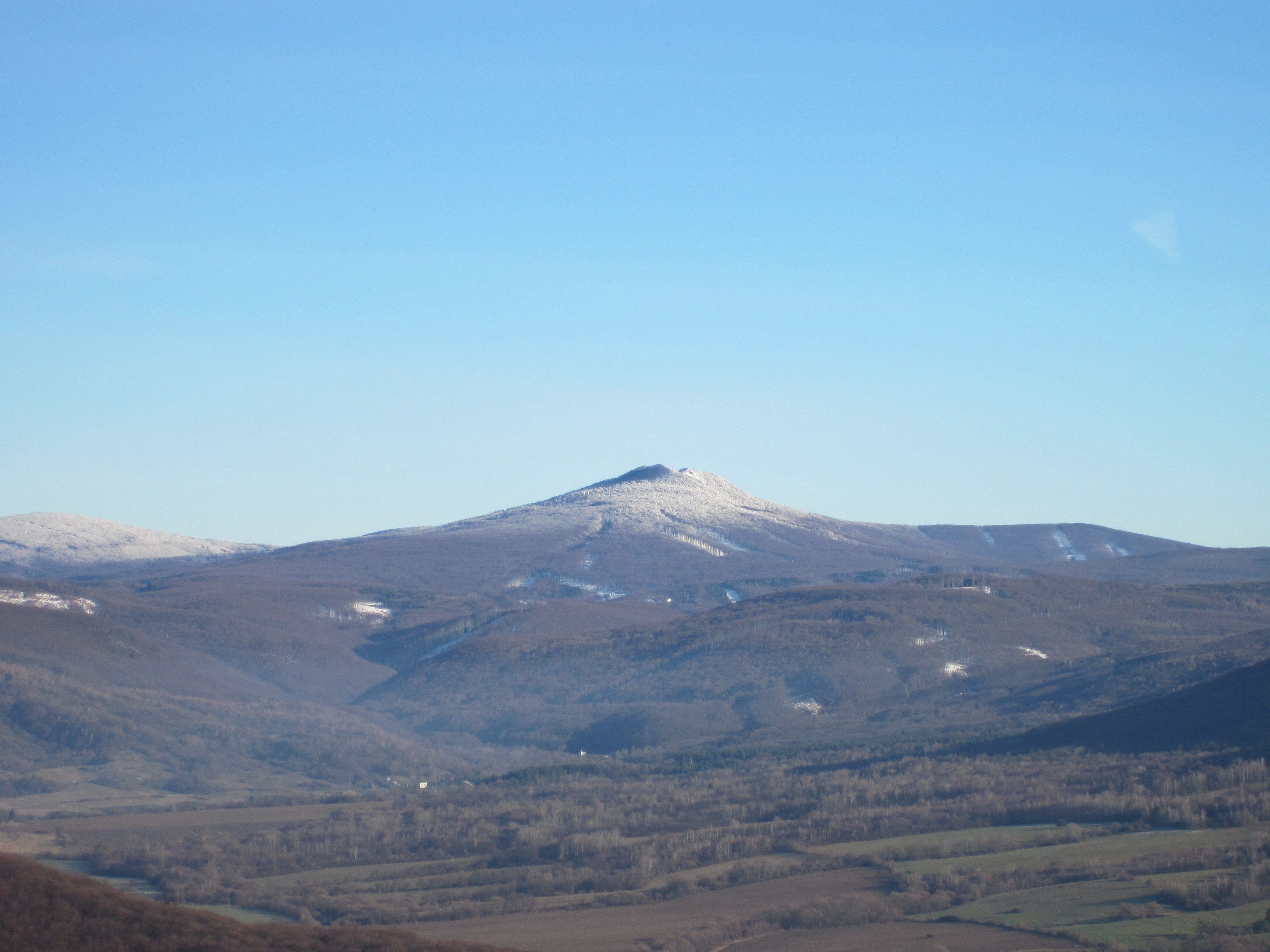
Vihorlát (Szlovákia)

A Tapoly völgyétől a Borsa-hágóig fut. Keskeny, egyszerű felépítésű, a flisövezet vonulatai és vulkánmaradványok uralják. A Kárpátok legalacsonyabb hegységszakasza (Máramarosi-havasok: Hoverla, 2061 m, Csernahora - 2026 m). A külső vonulat ukrajnai-szlovákiai részét és a belső vonulatot gyakran Erdős-Kárpátoknak is nevezik.

#### Külső vonulat
- Sárosi-határhegység vagy Alacsony-Beszkidek (szlovákul: Nízke Beskydy, lengyelül: Beskid Niski)
- c) Erdős-Kárpátok (lengyelül: Beskidy Wschodnie) - Ukrajna területére eső része az Ukrán-Kárpátok (ukránul: Українські Карпати)
  - Külső-Beszkidek (Keleti-Beszkidek, ukránul: Східні Бескиди)
    - c1) Besszádok (Beszkádok, lengyelül: Bieszczady, ukránul: Бещади)
      - Bukovai-hegység (Bükk-hegység, Ungi-határhegység, szlovákul: Bukovské vrchy), a Besszádok szlovákiai része

    - c2) Szkolei-Beszkidek
    - c3) Felső-Dnyeszter-Beszkidek (ukránul: Верхньо-Дністровий Бескид)

  - c4) Gorgánok (ukránul: Ґорґани)
  - c5) Pokuttya-Bukovinai-Kárpátok (ukránul: Покутсько-Буковинські Карпати)
  - Polonyinák (szlovákul: Poloniny, lengyelül: Połonina, ukránul: Полонина)
    - c6) Róna-havas (ukránul: Полонина Рівна)
    - c7) Borzsa-havas (ukránul: Полонина Боржава)
    - c8) Kuk-havas

  - Máramarosi-havasok (ukránul: Мараморошський масив, románul: Muntii Maramureşului)
    - c9) Kraszna-havas (ukránul: Полонина Красна)
    - c10) Fagyalos vagy Szvidovec (ukránul: Свидівець)
    - c11) Csornahora vagy Feketebérc (ukránul: Чорногора)
    - c12) Grinyávok

#### Belső vonulat
- Vihorlát–Gutin-hegyvidék (szlovákul: Vihorlatsko-gutinska oblast, ukránul: Вигорлат-Гутинський вулканічний хребет, románul: Munţii vulcanici Vihorlat-Gutâi) 
  - Vihorlát (szlovákul: Vihorlatské vrchy)
  - Kéklő-hegység vagy Szinyák (ukránul: Синяк)
  - Borló (ukránul: Великий Діл)
  - Nagyszőlősi-hegység (ukránul: Великий Шолес)
  - Avas hegység (románul: Munţii Oaşului)
  - Kőhát-hegység (románul: Creasta Pietrii)
  - Gutin-hegység (románul: Munţii Gutâi)
  - Lápos-hegység (románul: Munţii Lăpuşului)
  - Cibles (románul: Munţii Ţibleş); Lápos-Széples-hegyvidék

### Szűken vett Keleti-Kárpátok
A Borsa-hágótól a Tömösi-hágóig, a Prahova völgyéig húzódik, igen színes, aprólékosan tagolt, közepes magasságú kárpáti rész, itt emelkedik a Kárpátok legmagasabb vulkánmaradványa (Kelemen-havasok Pietrosz 2102 m), de a sűrű erdők borította vonulatok felett alpesi jellegű csúcsok is magasodnak (Radnai-havasok, Nagy-Pietrosz 2305 m).

#### Külső vonulat

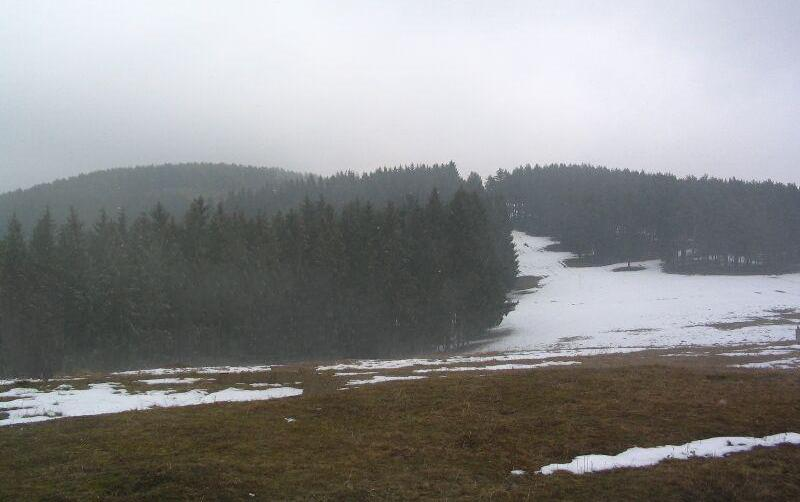
A Répát-hegység télen

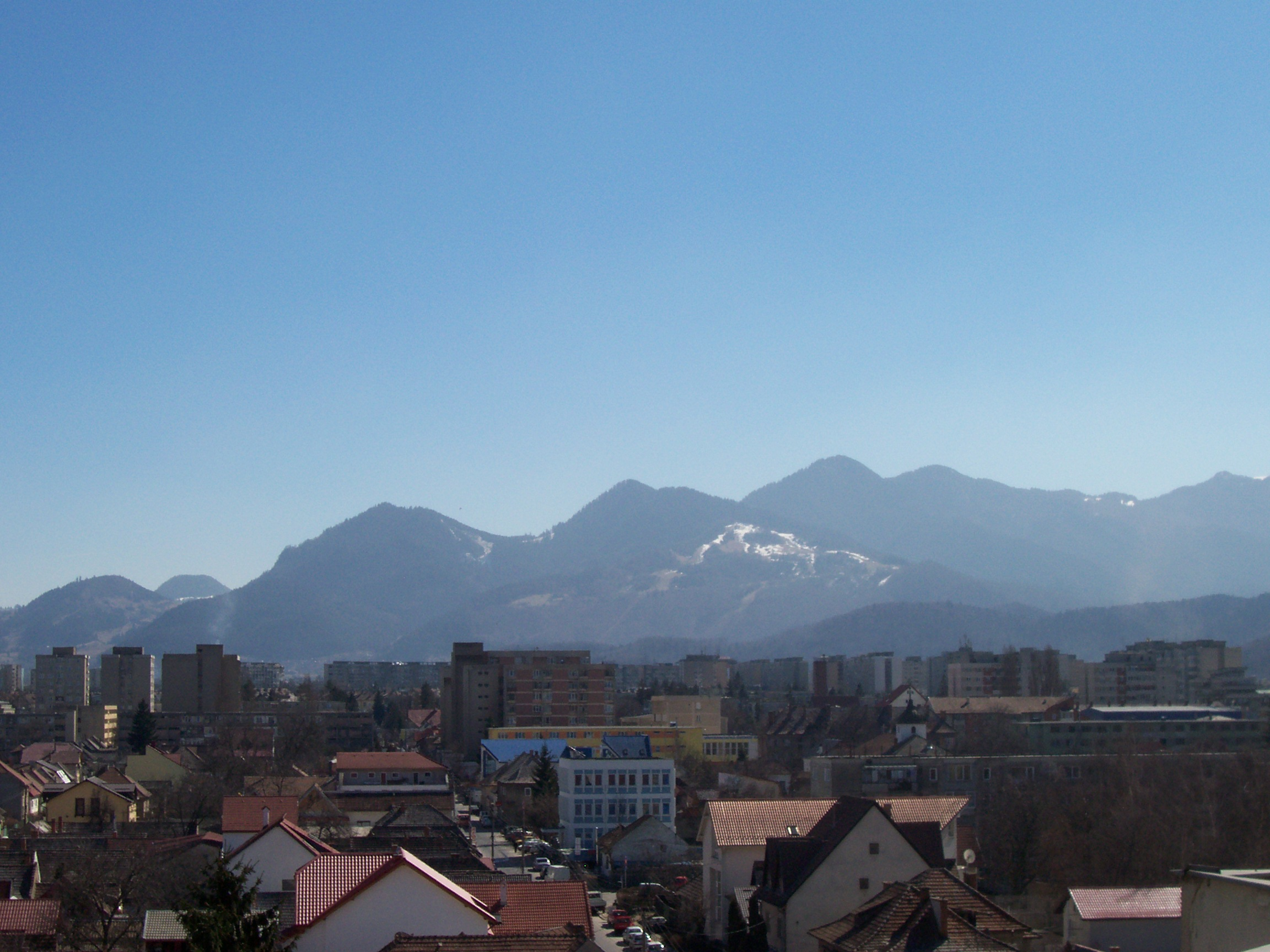
A Brassói-havasok látványa Brassóból

- Bukovinai-Kárpátok (Munţii Bucovinei)
  - Cohárd-hegység (Munţii Suhardului)
  - Obcsinák (Obcinele Bucovinei)
- Moldvai-Kárpátok (Munţii Moldovei)
  - Esztena-hegység (Munţii Stânişoarei)
  - Gyamaló (Munţii Giumalau)
  - Ráró (Munţii Rarău)
  - Berzunci-hegység (Munţii Berzunţ)
  - Tarkő-hegység (Muntii Tarcău)
  - Gosman-hegység (Munţii Goşmanu)
  - Csíki-havasok (Munţii Ciuc)
  - Répát-hegység (Muntii Repat)
  - Nemere-hegység (Munţii Nemira)
  - Moldvai Szubkárpátok (Subcarpaţii Moldovei)
- Kárpátkanyar (Carpatii de Curbură)
  - Háromszéki-havasok (Munţii Vrancei)
  - Bodzafordulói-hegyek (Munţii Întorsurii)
  - Bodzai-havasok (Munţii Buzăului)
  - Brassói-havasok (Munţii Braşovului)
  - Kárpátkanyar-Szubkárpátok (Subcarpaţii Curburii)

#### Belső vonulat
- Radnai-havasok (Muntii Rodnei)

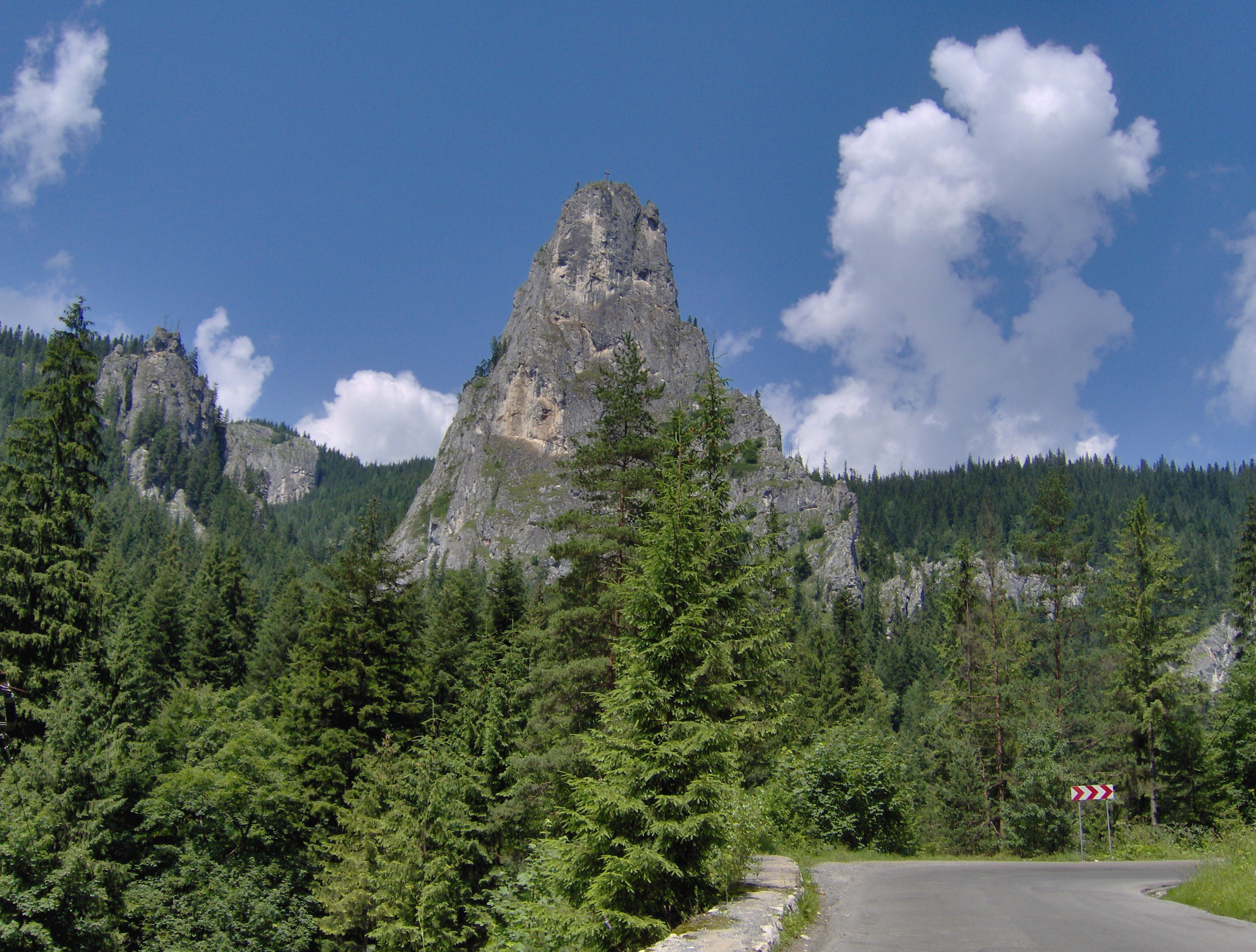
A Békás-szoros a Gyergyói-havasokban

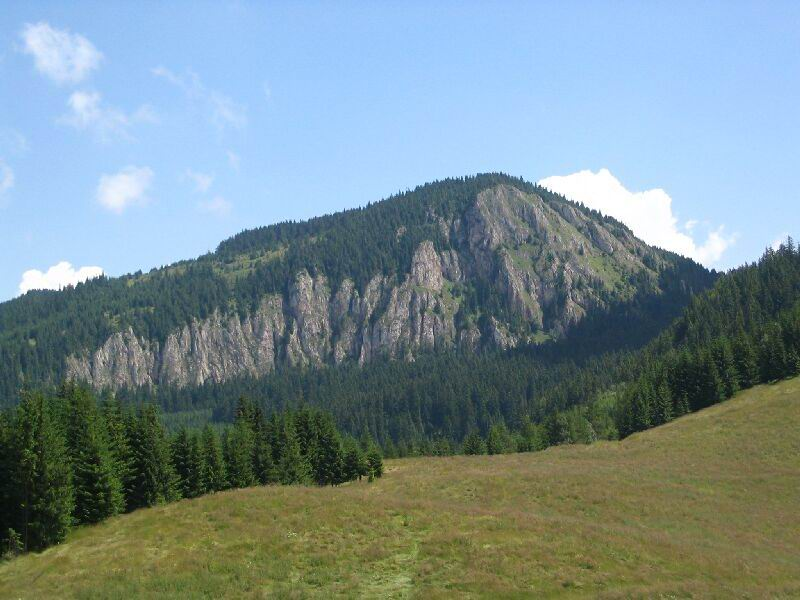
A Vereskő a Hagymás-hegységben

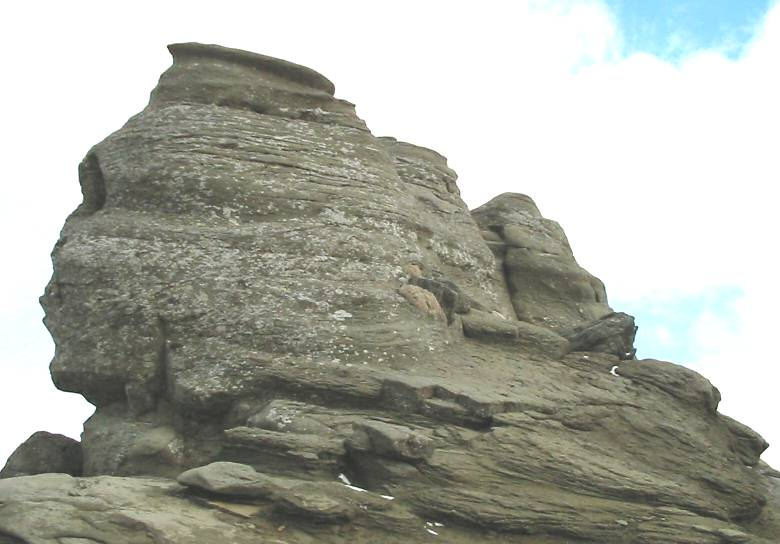
Érdekes alakú szikla (a Szfinx, Bucsecs-hegység)

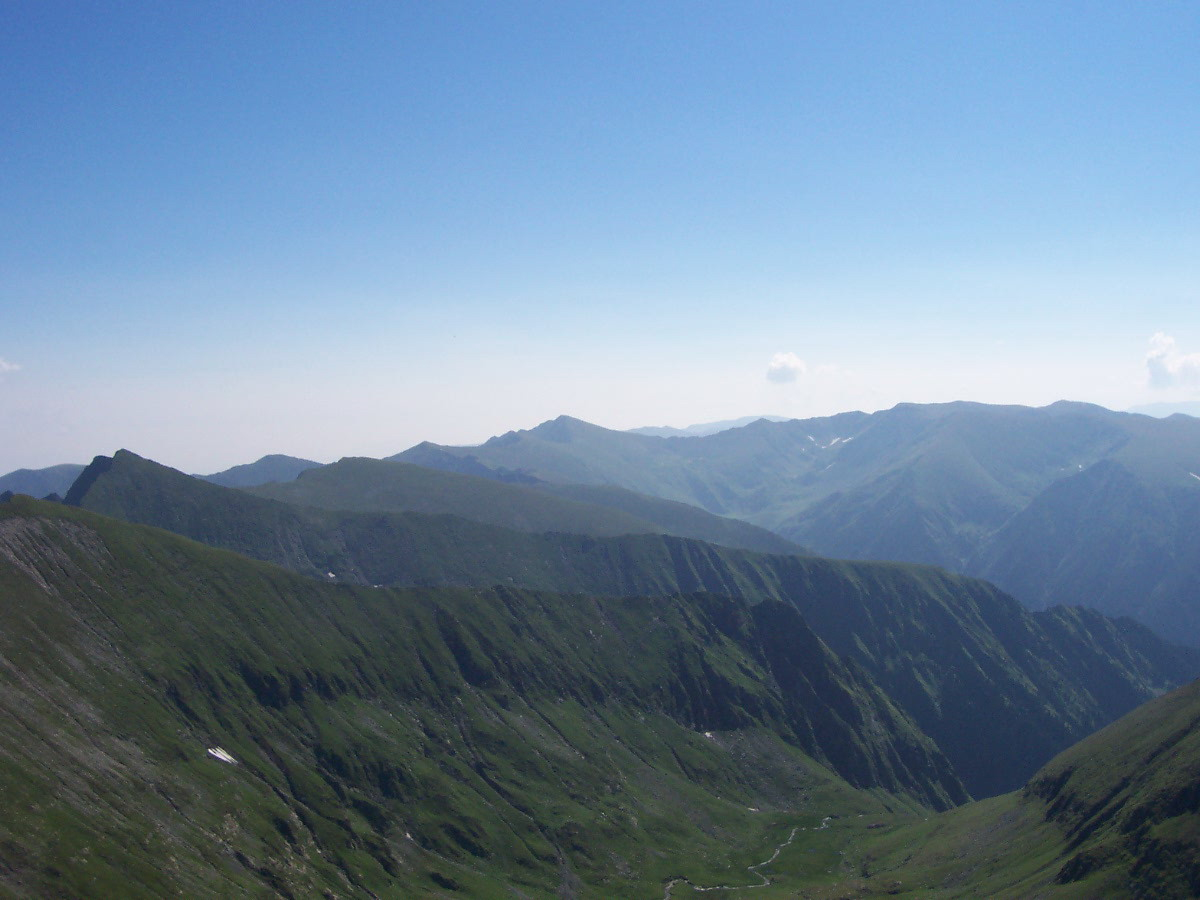
A Fogarasi-havasok 2500 m-es csúcsai

- Borgói-hegység (Munţii Bârgăului)
- Besztercei-havasok (Munţii Bistriţei)
- Gyergyó–Békási-hegyvidék
  - Csalhó (Masivul Ceahlău)
  - Gyergyói-havasok (Munţii Giurgeu)
  - Hagymás-hegység (Munţii Hăşmaş, Hăghimaş)
- Kelemen-Görgény-Hargita-hegyvidék
  - Kelemen-havasok (Munţii Călimani)
  - Görgényi-havasok (Munţii Gurghiu)
  - Hargita-hegység (Munţii Harghita)
- Persányi-hegység (Munţii Perşani)
- Bodoki–Baróti-hegyvidék
  - Csomád-hegység (Masivul Ciomatu-Puturosu)
  - Torjai-hegység (Munţii Turiei)
  - Bodoki-hegység (Munţii Bodoc)
  - Baróti-hegység (Munţii Baraolt)

## Déli-Kárpátok
A Déli-Kárpátok (Carpatii Meridionali) Prahova völgyétől a Temes-Cserna-Mehádia-árokig tart, a Kárpátok legegységesebb, legnagyobb átlagmagasságú szakasza, élesre faragott "várfala". Uralkodók a kristályos kőzetek (a vulkáni képződmények hiányoznak, a flis alárendelt). A Fogarasi-havasok hatalmas hegyláncában tetőzik a Moldoveanu (2544 m).
A Déli-Kárpátokot átszelő völgyek és szorosok több csoportra osztják a hegyvonulatot:
- Bucsecs-csoport (a Prahova völgyétől a Törcsvári-hágóig)
  - Bucsecs-hegység (Munţii Bucegi)
  - Leaota-hegység
- Fogarasi-havasok csoportja (a Törcsvári-hágótól a Vöröstoronyi-szorosig)
  - Királykő (Masivul Piatra Craiului)
  - Jézer-hegység (Muntii Iezer)
  - Fogarasi-havasok (Munţii Făgăraş)
  - Cozia-hegység
- Páring-csoport (a Vöröstoronyi-szorostól a Zsíl völgyéig és a Petrozsényi-medencéig) 
  - Páring-hegység (Munţii Parâng)
  - Capatana-hegység
  - Csindrel-hegység (Munţii Cindrel),
  - Lotru-hegység
  - Surján-hegység
- Retyezát-csoport (a Zsíl völgyétől a Temes és a Cserna völgyéig)
  - Retyezát-hegység (Munţii Retezat)
  - Godján-hegység
  - Szárkő-hegység
  - Vulkán-hegység
  - Mehádiai-hegység
  - Csernai-havasok
- Géta Szubkárpátok

Gyakran a Déli-Kárpátokhoz sorolják még a hegyvonulat nyugati szélén fekvő két különálló hegységet is: a Ruszka-havast és a több részből álló Bánsági-hegyvidéket (Krassó-Szörényi-érchegység, Szemenik-hegység, Almás-hegység, Lokva-hegység, Orsovai-hegység).

## Nyugati-Kárpátok

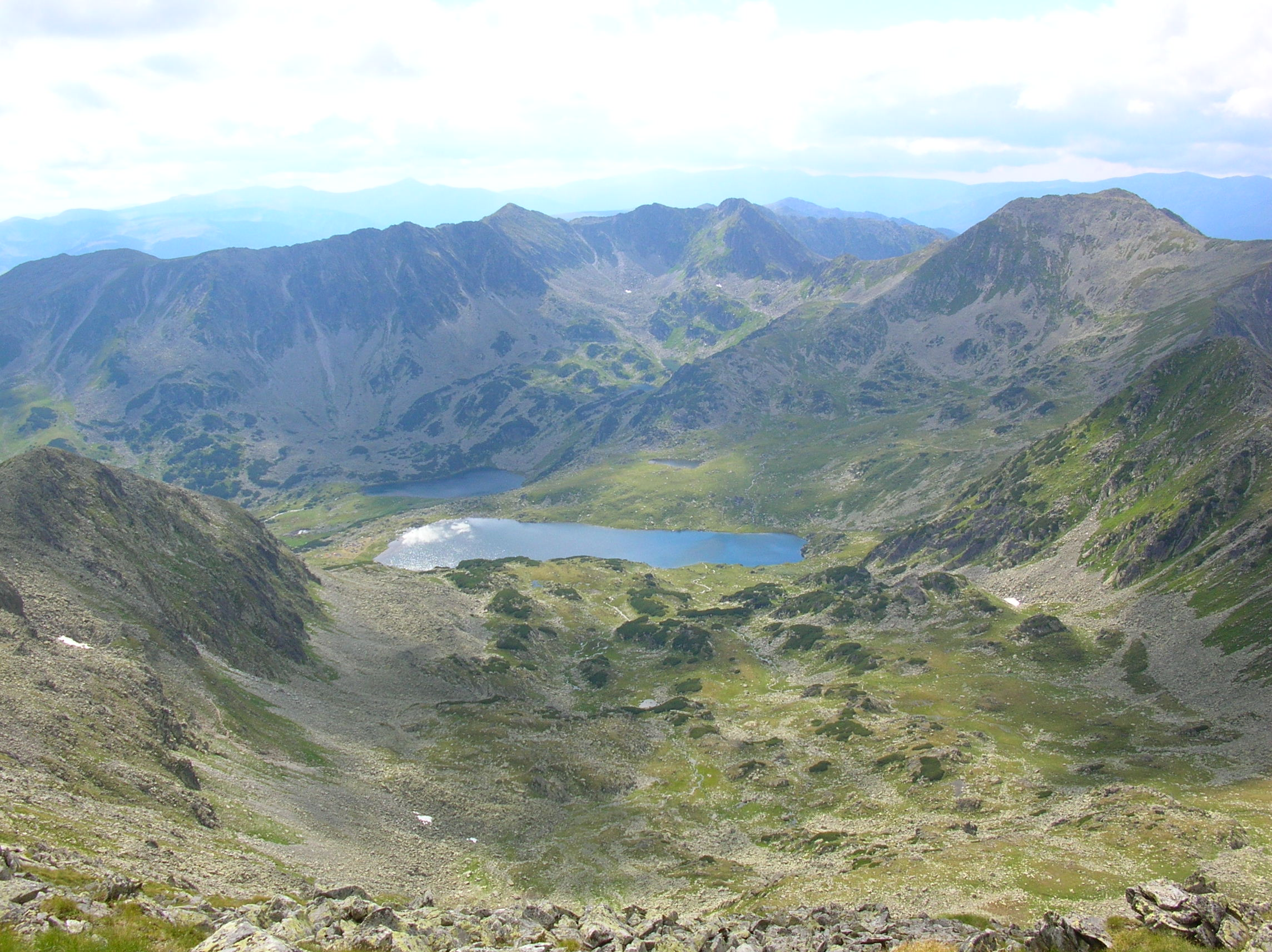
A Bucura-tó a Retyezát-hegységben

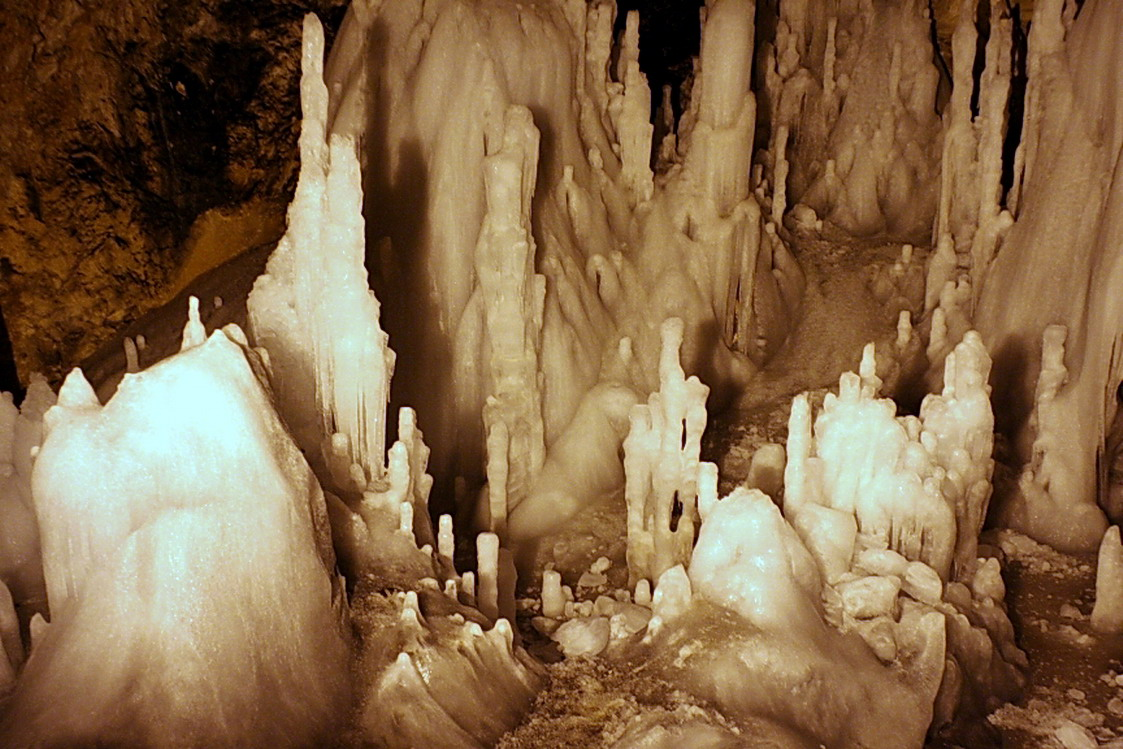
Aranyosfői-jégbarlang (Bihar-hegység)

Románia földrajzában Nyugati-Kárpátoknak (Carpaţii Occidentali) nevezik az Erdélyi-medencét nyugatról határoló hegységvonulatot. 
Ennek három fő csoportja az Erdélyi-középhegység, a Ruszka-havas és a Bánsági-hegyvidék. A Ruszka-havast és a Bánsági-hegyvidéket gyakran a Déli-Kárpátokhoz is sorolják. Mások a három nagy hegységcsoportot nem tartják a Kárpátok részének.
Erdélyi-középhegység (Munţii Apuseni)
- Béli-hegység (Munţii Codru-Moma)
- Bihari-hegység (Munţii Bihor)
- Zarándi-hegység (Munţii Zărand)
- Réz-hegység (Munţii Plopişului, Muntele Ses)
- Meszes-hegység ( Munţii Meseş)
- Király-erdő (Munţii Pădurea Craiului)
- Gyalui-havasok (Munţii Gilăului)
- Torockói-hegység (Munţii Trascău)
- Erdélyi-érchegység (Munţii Trascău)
- Kalota-havas (Masivul Vlădeasa)
- Vigyázó-hegység (Masivul Vlădeasa)

Ruszka-havas (Munţii Poiana Ruscă)
Bánsági-hegyvidék (Carpaţii Banatului)
- Krassó-Szörényi-érchegység
  - Szemenik-hegység (Munţii Semenic)
  - Almás-hegység (Munţii Almăjului)
  - Aninai-hegység (Munţii Aninei)
  - Lokva-hegység (Munţii Locvei)
  - Orsovai-hegység ()

## Szerb-Kárpátok
Szerb-Kárpátoknak (szerbül Karpatska Srbija) nevezik a Bánsági-hegyvidék déli folytatását jelentő kelet-szerbiai középhegységet a Dunától délre. A Szerb-Kárpátokat többnyire nem tartják a Kárpátok szerves részének.
- Kučaj
- Homolje
- Veljanica
- Krš
- Miroš
- Deli Jovan